# La Estanzuela, Guanajuato
La Estanzuela är en ort i Mexiko.   Den ligger i kommunen San Felipe och delstaten Guanajuato, i den centrala delen av landet, 300 km nordväst om huvudstaden Mexico City. La Estanzuela ligger 2 129 meter över havet och antalet invånare är 360.
Terrängen runt La Estanzuela är platt österut, men västerut är den kuperad. Terrängen runt La Estanzuela sluttar österut. Runt La Estanzuela är det ganska glesbefolkat, med 31 invånare per kvadratkilometer. Närmaste större samhälle är San Felipe, 4,4 km nordost om La Estanzuela. Trakten runt La Estanzuela består i huvudsak av gräsmarker.